# Štefan Šmelko
Štefan Šmelko (* 24. März 1930 in Slavec; † 14. Februar 2020) war ein slowakischer Spezialist für Forstliche Biometrie, Holzmesslehre und Ertragskunde. 

## Leben
Šmelko war Dozent für Forstliche Biometrie, Holzmesslehre und Ertragskunde an der Technischen Universität Zvolen, Slowakei und korrespondierendes Mitglied der Tschechoslowakischen Landwirtschaftsakademie und seit 1986 Stellvertreter der IUFRO-Fachgruppe „Forstinventur und Fernerkundung“. Gemeinsam mit Günter Wenk, Tharandt und Vaidotas Antanaitis, Kaunas gab er 1990 im Deutschen Landwirtschaftsverlag Berlin die Waldertragslehre heraus.
Er starb am 14. Februar 2020 im Alter von 89 Jahren.

## Schriften
- Waldertragslehre (mit  Günter Wenk und Vaidotas Antanaitis). Deutscher Landwirtschaftsverlag. Berlin 1990, ISBN 3-331-00299-2 (gebundene Ausgabe).